# Ángel Pagán
Ángel Manuel Pagán (ur. 2 lipca 1981) – portorykański baseballista, który występował na pozycji zapolowego.

## Przebieg kariery
Pagán grał w baseball w Indian River Community College, po czym w 1999 został wybrany w czwartej rundzie draftu przez New York Mets. W organizacji tego klubu spędził sześć lat. W styczniu 2006 przeszedł do Chicago Cubs, w którym zadebiutował 3 kwietnia 2006 w meczu przeciwko Cincinnati Reds, zaliczając dwa uderzenia, RBI i zdobywając dwa runy. 2 lipca 2006 w swoje 25. urodziny w meczu międzyligowym z Chicago White Sox zdobył pierwszego i drugiego home runa w MLB.
W styczniu 2008 w ramach wymiany zawodników przeszedł do New York Mets. 1 sierpnia 2009 w wygranym przez Mets 9–6 meczu z Arizona Diamondbacks, zdobył pierwszego w MLB grand slama w drugiej połowie ósmej zmiany przy stanie 5–5 i zaliczył rekordowe w karierze 5 RBI. 23 sierpnia 2009 w spotkaniu z Philadelphia Phillies zdobył dwa home runy, w tym jednego inside-the-park.
19 maja 2010 w meczu z Washington Nationals zdobył pierwszego w historii Nationals Park i drugiego w karierze inside-the-park home runa, a także rozpoczął zagrywkę, która zakończyła się potrójnym autem, dziesiątym w historii New York Mets. W grudniu 2011 w ramach wymiany zawodników przeszedł do San Francisco Giants podpisując roczną umowę.
W sezonie 2012 pobił klubowy rekord w liczbie triple'ów (15), a także zagrał we wszystkich meczach World Series, w których Giants pokonali Detroit Tigers 4–0. W grudniu 2012 podpisał nowy, czteroletni kontrakt wart 40 milionów dolarów.
W marcu 2013 wystąpił na turnieju World Baseball Classic, na którym reprezentacja Portoryko zajęła 2. miejsce. 25 maja 2013 w meczu przeciwko Colorado Rockies zdobył zwycięskiego, trzeciego w karierze inside-the-park home runa; to pierwszy walk-off inside-the-park home run zdobyty przez zawodnika Giants od 1931 roku.

## Nagrody i wyróżnienia
| Nagroda/wyróżnienie      | Lata | Źródło |
| Zwycięzca w World Series | 2012 | [ 10 ] |